# Montecorice
Montecorice ist eine italienische Gemeinde mit 2563 Einwohnern (Stand 31. Dezember 2023) in der Provinz Salerno in der Region Kampanien.

## Geografie
Die Ortsteile sind:  Agnone, Casa del Conte, Cosentini, Fornelli, Ortodonico, Zoppi. Die Gemeinde gehört zum Nationalpark Cilento und Vallo di Diano. Die Ortsteile Casa del Conte und Agnone sind Mitglied der Costiera Cilentana.

## Infrastruktur

### Straße
- Autobahnausfahrt Battipaglia A2 Salerno-Reggio Calabria
- Ausfahrt Agropoli Staatsstrasse Neapel - Reggio Calabria
- Staatsstrasse 267 Agropoli - Acciaroli

### Bahn
- Der nächste Bahnhof ist in Agropoli an der Bahnstrecke Salerno-Reggio Calabria (Tirrenica Meridionale) zu finden, welcher u. a. auch von dem italienischen Eurostar angefahren wird.

### Flug
- Flughafen Neapel